# Summers megye
Summers megye az Amerikai Egyesült Államokban, azon belül Nyugat-Virginia államban található. Megyeszékhelye és legnagyobb városa Hinton. Lakosainak száma 11 959 fő (2020. április 1.). Summers megye Greenbrier, Mercer, Giles, Monroe, Raleigh és Fayette megyékkel határos.

## Népesség
A megye népességének változása:
| Lakosok száma | 13 931 | 13 844 | 13 753 | 13 563 | 13 239 | 11 959 |
|               | 2010   | 2011   | 2012   | 2013   | 2015   | 2020   |